# Troniny (Łódź)
Pour les articles homonymes, voir Troniny.
Troniny est une localité polonaise de la gmina de Pątnów, située dans le powiat de Wieluń en voïvodie de Łódź.